# 阿吉拉雷斯 (薩爾瓦多)
阿吉拉雷斯（西班牙語：Aguilares）是薩爾瓦多的城鎮，位於該國中西部，由聖薩爾瓦多省負責管轄，面積33.72平方公里，海拔高度299米，2007年人口21,267，人口密度每平方公里630.69人。